# Замораживание орбитального момента
Замораживание орбитального момента (англ. Orbital-Moment Quenching) — парадокс квантовой механики. Согласно законам классической механики, электроны в атомах, находящиеся в {\displaystyle p,d,...} состояниях, должны создавать в окрестностях ядер атомов магнитные поля {\displaystyle H={\frac {e}{mc}}{\frac {L}{r^{3}}}}, где {\displaystyle L} — орбитальный момент количества движения. Так, вблизи ядра атома фтора электронами должно создаваться магнитное поле в 600000 Гс. В действительности эти магнитные поля в атомах и молекулах не наблюдаются.

## Объяснение парадокса
Влияние внешних электрических зарядов от соседних атомов приводит к снятию вырождения электронных состояний электронов атомной оболочки и, как следствие, к явлению замораживания орбитального момента.
Вычислим среднее значение {\displaystyle z} — компоненты момента количества движения. Оператор момента количества движения имеет вид {\displaystyle L_{z}={\frac {\hbar }{i}}(x{\frac {\partial }{\partial y}}-y{\frac {\partial }{\partial x}})}. Матричный элемент оператора момента количества движения для действительных волновых функций {\displaystyle u_{0}} равен {\displaystyle \langle 0|L_{z}|0\rangle =\int u_{0}^{*}{\frac {\hbar }{i}}(x{\frac {\partial }{\partial y}}-y{\frac {\partial }{\partial x}})u_{0}d\tau ={\frac {\hbar }{i}}\int u_{0}(x{\frac {\partial }{\partial y}}-y{\frac {\partial }{\partial x}})u_{0}d\tau }. Из этого следует, что {\displaystyle \langle L_{z}\rangle } либо равно нулю, либо чисто мнимой величине. Диагональные матричные элементы эрмитового оператора должны быть действительными. Таким образом {\displaystyle \langle 0|L_{z}|0\rangle =0}. Подобные рассуждения можно провести и для {\displaystyle x,y} — компонент момента количества движения.
Это явление кратко называют заморозкой орбитального момента количества движения. Для него необходимо, чтобы волновая функция была действительной. Если она является собственной функцией гамильтониана в отсутствие магнитного поля, то действительным должен быть и гамильтониан.
Физически явление замораживания орбитального момента электрона объясняется тем, что орбита электрона под действием внешних зарядов прецессирует и перестает лежать в одной плоскости.